# Fernando de Meneses Coutinho e Vasconcelos
Fernando de Meneses Coutinho e Vasconcelos (cerca de 1480 - 7 de janeiro de 1564) foi um arcebispo português, bispo de Lamego e arcebispo de Lisboa.

## Biografia
Era o segundo filho de Afonso de Vasconcelos e Meneses, 1.º Conde de Penela, e de sua mulher Isabel da Silva. Por laços familiares, era primo distante dos cardeais D. Afonso de Portugal e D. Henrique de Portugal.
Consta que teve três filhos ilegítimos, com Maria de Brito Alão:
- Luís Fernandes de Vasconcelos, casado com Branca de Vilhena.
- António de Vasconcelos, casado com Inácia do Tojal.
- Antónia Fernandes de Vasconcelos, casada com Sebastião Gomes de Figueiredo.
- João Afonso de Meneses, também religioso, que seria Arcebispo de Braga.[5][6]

## Vida religiosa
Foi eleito bispo de Lamego em 1513, tendo seu nome confirmado pelo Papa Leão X em novembro daquele ano onde ficou até 1540.. Durante esse tempo, em 1528, chegou a ser convidado para reitor da Universidade de Coimbra e não aceitou. Durante sua prelazia, foi o organizador do Concílio realizado em 1521 em Coimbra. Era capelão-mór do rei Manuel I.
Em 16 de setembro de 1540, quando era capelão-mór do rei João III, foi elevado à Arquidiocese de Lisboa pelo Papa Paulo III, tomando posse da arquidiocese em 8 de novembro. Durante a sua prelazia, mandou construir o Palácio da Mitra e a Igreja Matriz, em Santo Antão do Tojal. Conduziu até Castela a princesa Maria Manuela para desposar o Príncipe das Astúrias, Filipe, em 1543.
Foi o consagrante dos bispos Pero Fernandes Sardinha, Pedro Leitão e Bartolomeu Fernandes dos Mártires.
Faleceu em Lisboa em 7 de janeiro de 1564, contando com 83 anos de idade e jaz sepultado na capela-mór da Sé de Lisboa.